# Salvia lanigera
Salvia lanigera är en kransblommig växtart som beskrevs av Jean Louis Marie Poiret. Salvia lanigera ingår i släktet salvior, och familjen kransblommiga växter. Inga underarter finns listade i Catalogue of Life.

## Bildgalleri

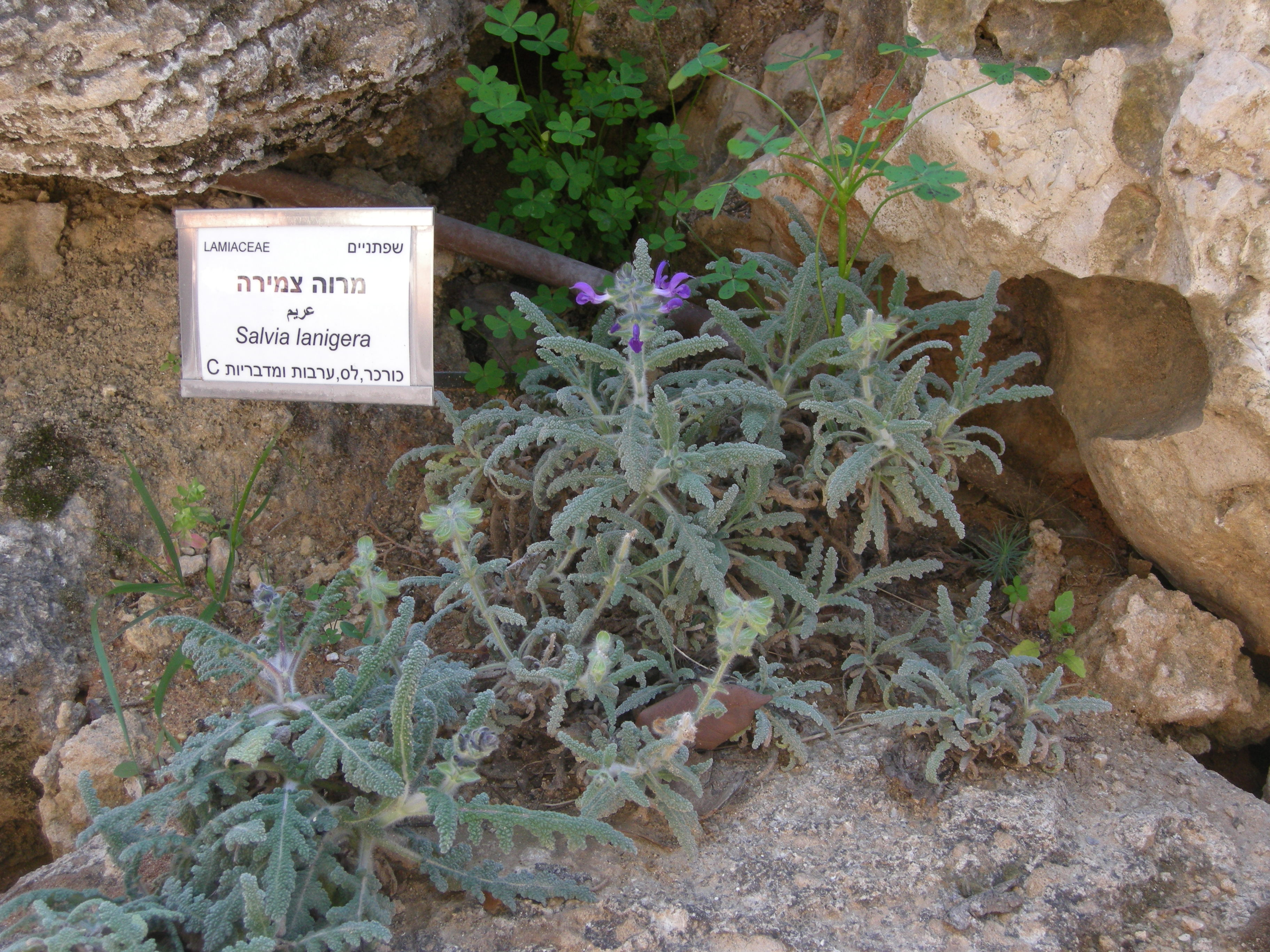